# Buitenhout College
Het Buitenhout College is een vmbo-school in Almere Buiten.
In het begin was het Buitenhout College een klein opgezette school in een ROC, die onder de vlag van het Oostvaarders College viel. Na enkele jaren werd er een nieuw pand gebouwd speciaal voor de vmbo'ers.
De school biedt voor de examen klassen de opleidingen Handel & Administratie, zorg&welzijn en ISP aan
Op het Oostvaarders College bleef voor consumptieve techniek, elektrotechniek, uiterlijke verzorging en zorg & welzijn het onderdak.
Het Buitenhout College maakt samen met het Oostvaarders College deel uit van de Stichting ABVO Flevoland. Dit is een stichting voor algemeen bijzonder voortgezet onderwijs in Flevoland. Het Buitenhout College is een vmbo-school. Het Oostvaarders College is een school voor gymnasium, atheneum en havo.
De scholen tellen samen circa 3000 leerlingen.

## Trivia
- In mei 2008 bracht Robert ten Brink van All You Need Is Love een verrassingsbezoek aan het Buitenhout College.
- In juni 2008 was het Buitenhout College genomineerd voor de Shell Young Technical Award.
- In februari 2010 bezocht Natasja Froger het Buitenhout College voor het programma Bonje met de buren.